# ゲミスタ

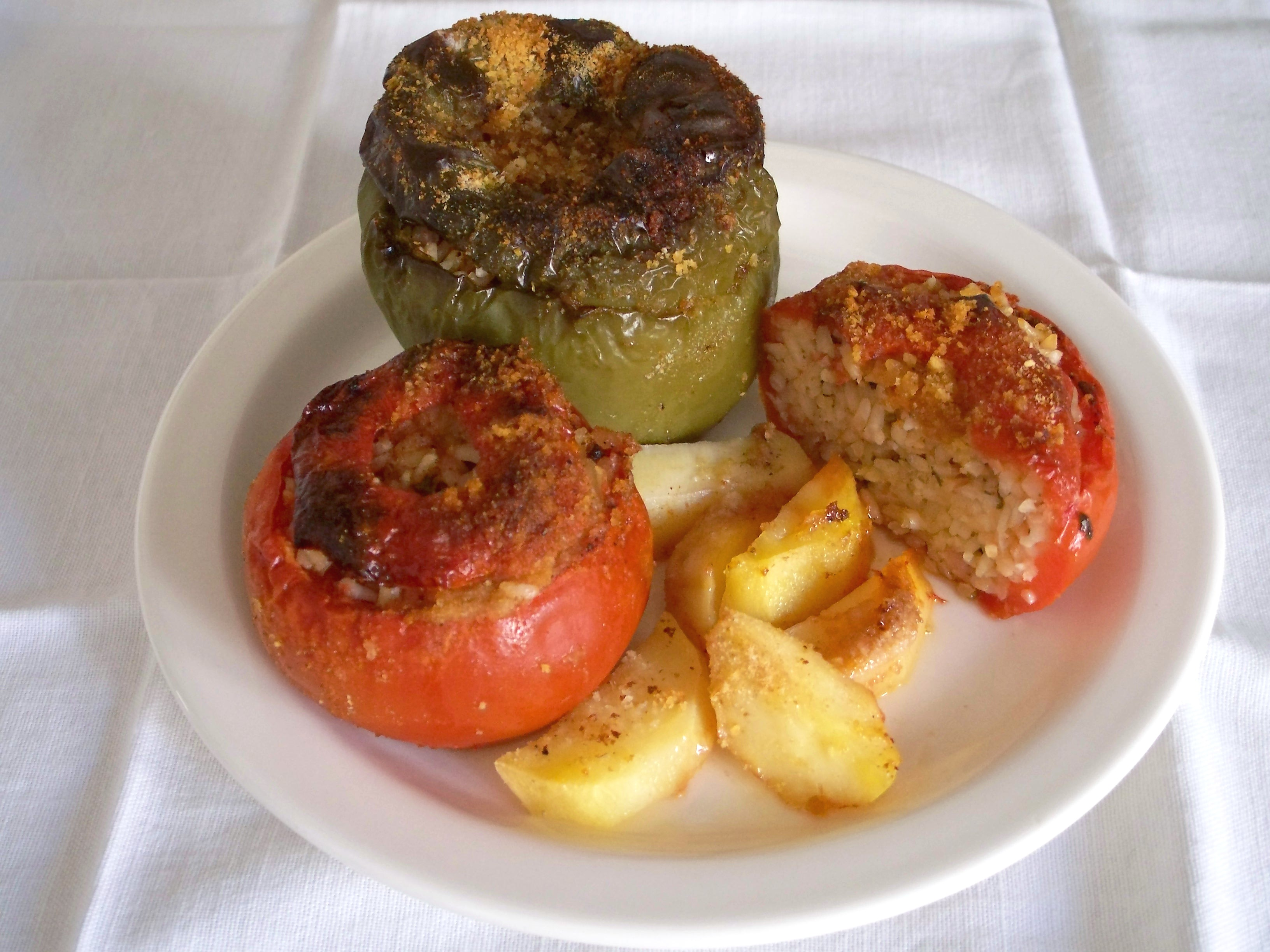
ゲミスタの例

ゲミスタ、イェミスタ（ギリシア語: γεμιστά、英語: gemistà）は伝統的なギリシア料理。トマト、ピーマン、パプリカなどの野菜に米や挽肉を詰めて焼いた料理である。
野菜に詰める米などの具材は、あらかじめ調理済のものを用いる。